# Бецалель (академия)

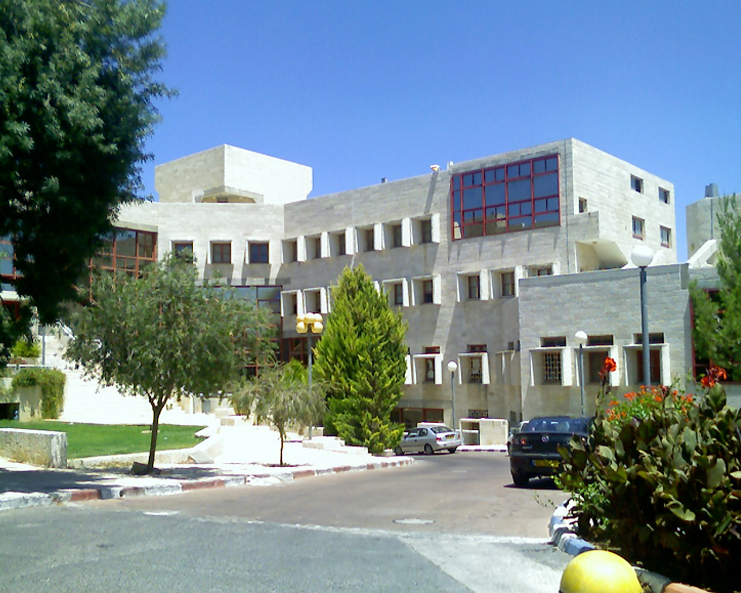

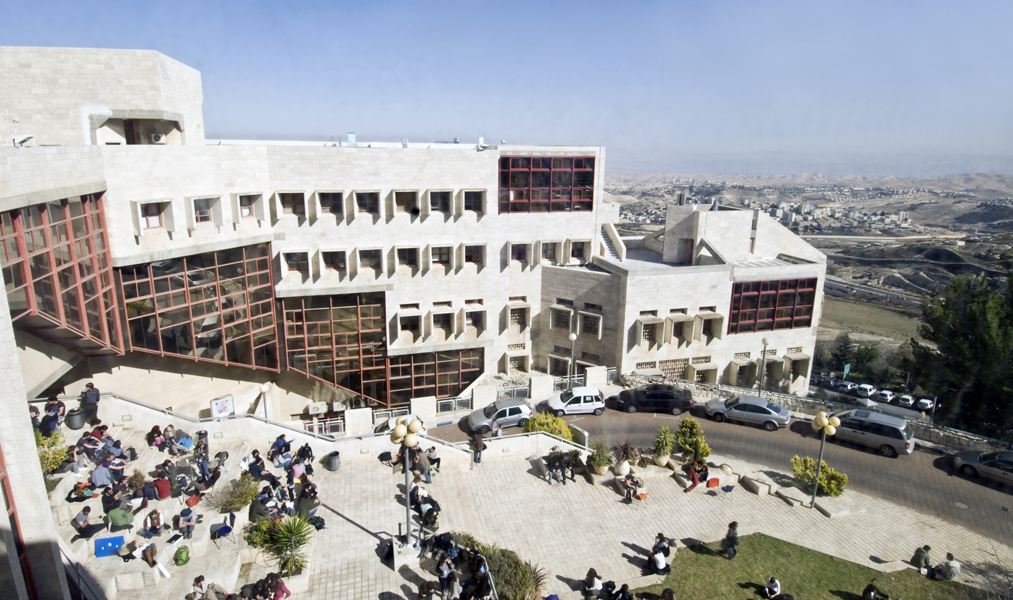
Здание академии «Бецалель» (с видом на Мёртвое море на заднем плане)

Академия искусств «Бецалель» — Израильская национальная Академия художеств. Основана в 1906 году художником Борисом Шацем.
Расположена на территории кампуса «Гора Скопус» Еврейского университета в Иерусалиме; ежегодно в ней обучаются около 1500 студентов.

## Факультеты
- Искусство (степень Бакалавра (B.F.A), вторая степень M.F.A)
- Кино-искусство: объединённые факультеты — анимация, видео, нью-медиа (степень Бакалавра (B.F.A))
- Архитектура (степень Бакалавра (B.Arc))
- Керамика и стекло (степень Бакалавра (B.F.A))
- Промышленный дизайн (степень Бакалавра (B.DES), вторая степень M.Des)
- Мода и ювелирный дизайн (степень Бакалавра (B.F.A))
- Визуальная коммуникация (степень Бакалавра (B.DES))
- Фотография (степень Бакалавра (B.F.A))
- Визуальная и материальная культура (степень Бакалавра (B.F.A.)[1]

## Известные преподаватели
- Шор, Аарон Шауль (1864—1945)
- Лаховский, Арнольд Борисович (1880-1937)
- Ярошевич, Жозефинна (р. 1946) — израильская художник, сценарист и педагог, родившаяся в Советском Союзе.
- Абрамсон, Ларри (р. 1954) — израильский художник.